# Cipe Lincovsky
Cecilia Lincovsky, más conocida como Cipe Lincovsky (Buenos Aires, 21 de septiembre de 1929 - ibídem, 31 de agosto de 2015) fue una primera actriz argentina. De las más destacadas de su país, principalmente en teatro, y con una importante participación en las actividades culturales de la colectividad judía en la Argentina.
Hizo su debut en el escenario a muy temprana edad y se unió al Berliner Ensemble en 1960. Lincovsky pasó gran parte de su carrera en el extranjero, incluso en Venezuela y Francia, ya que había recibido amenazas de la Alianza Anticomunista Argentina y del gobierno militar de 1976. Al regresar a Argentina vía España en la década de 1980, Lincovsky se unió al movimiento Teatro Abierto. Recibió reconocimientos en los Premios Cóndor de Plata y en el Festival de San Sebastián.
Murió de un paro cardíaco e insuficiencia renal en su ciudad natal de Buenos Aires el 31 de agosto de 2015, a los 85 años. Fue enterrada en el cementerio de La Chacarita al día siguiente.

## Biografía
Cecilia Cipe Lincovsky desarrolló una importante carrera tanto en su país como en Europa. Residió y trabajó en España, Venezuela, Alemania y Francia. y colaboró en diversas disciplinas con figuras de la talla de Jorge Donn, Lindsay Kemp, Joseph Buloff, María Casares, Maurice Béjart, Liv Ullmann y Vittorio Gassman.
Si bien venía actuando desde la pubertad (en el Teatro IFT, cofundado por su padre), la actriz siempre consideró su debut teatral en 1953. De ahí en más protagonizó piezas teatrales y unipersonales en el ámbito de El Gallo Cojo, pionero del café-concert porteño en la década de 1970, donde obtuvo recordado éxito con el show Yo quiero decir algo. Le siguieron De donde soy lo que soy y Gracias, entre otros.
Se la recuerda por Madre Coraje y sus hijos ―en dos ocasiones, en 1953 y en 1988―, Tres hermanas, Divinas palabras, Las brujas de Salem, ¿Quién le teme a Virginia Woolf?, Casa de muñecas, Filomena Marturano, La vuelta al hogar, La novia de los forasteros, El patio de atrás, Petra regalada, Monólogos de la vagina, entre otras piezas teatrales.  En 1957 llegó a Berlín para estrenar en 1958 la primera obra antinazi del mundo: Yo solo y ningún ángel de Thomas Harlan, llegando a presentarla en el escenario del Berliner Ensemble.
En cine, fue parte de memorables filmes como Boquitas pintadas, La tregua, Quebracho, El juguete rabioso, Pobre mariposa, La amiga, Una mujer, Caballos salvajes, Gente conmigo, Un amor en Moisés Ville, Y que patatín... y que patatán, y El amigo alemán, entre otros. En Alemania, rodó la película Santa Juana de América (1961), basada en la obra teatral homónima de Andrés Lizarraga; en España, filmó Luto riguroso (1977); y en coproducción con el Reino Unido, Apartment Zero (1988) y en Estados Unidos, Naked tango (1989).
Se lució en televisión en los ciclos Los otros, escrito por Carlos Gorostiza; El monstruo no ha muerto, junto a Narciso Ibáñez Menta; Ana Karenina, de León Tolstói, en el papel título; y en los unitarios Gran Teatro Universal, Las Grandes Novelas, Alta comedia y Ciclo de Teatro Argentino, desplegó su ductilidad en una serie de emblemáticos protagónicos y roles de reparto de la literatura narrativa y dramática.
Mientras realizaba las funciones del espectáculo Gracias, sobre finales de 1975, sufrió un atentado en la sala en que se estaba presentando, que terminó con la vida del electricista de dicho teatro. Repuso el unipersonal unos días después, iniciado el año 1976, con el nombre de Nuevamente gracias, en una clara postura de resistencia artística e ideológica.
Se exilió ese mismo año, hasta 1980, a partir de las constantes amenazas por parte de la Triple A (Alianza Anticomunista Argentina). A su regreso, integró el equipo de Teatro Abierto (1981), el mítico movimiento de artistas argentinos contra la dictadura militar de 1976. Y continuó su labor en unipersonales como Siempre vuelvo (1982), Cipe Lincovsky en libertad (1984), Mame Loshn Idish (1985) y Hagamos memoria (1986).
En 1991 y luego de un año de éxito en Buenos Aires, realizó una gira por Europa y Japón con el espectáculo Nijinsky, clown de Dios (de Maurice Béjart, junto a Jorge Donn), con imbatible suceso de crítica y público. En 1992, puso en escena el espectáculo Lo mejor de Cipe, en el cual reunió lo más sobresaliente de su producción unipersonal, presentándose también en el Festival Internacional de Unipersonales de Israel ganando el primer premio (al año siguiente obtuvo el Premio ACE por dicha obra); y actuó junto a Vittorio Gassman en Ulises y la ballena blanca. 
En 1994, obtuvo los premios María Guerrero y Florencio Sánchez como Mejor Actriz debido a su actuación en El patio de atrás, de Carlos Gorostiza. En 1998, interpretó Cipe dice Brecht, con motivo de los cien años de la muerte del dramaturgo alemán, recibiendo en Israel el Premio Habima al Mejor Unipersonal, donde también se presentó con Dos hermanas (adaptación de Hay que deshacer la casa) de Sebastián Junyent, junto a la actriz Orna Porat. En 1999-2000, realizó una gira internacional actuando en el espectáculo Che, Quijote y bandoneón (de Maurice Béjart). Continuó actuando hasta pocos años antes de su fallecimiento, con reposiciones de sus espectáculos Cipe dice Brecht y Lo mejor de Cipe.
Recibió el Premio Konex ―Diploma al Mérito― en las disciplinas Unipersonal (2001) y Actriz Dramática de Cine y Teatro (1991), otorgado por la Fundación Konex de Argentina. En Venezuela recibió el Premio Andrés Bello por el aporte a la cultura latinoamericana. Realizó giras con recitales por Moscú, Berlín, Varsovia, etc.
Se vieron frustrados algunos sueños muy importantes para la actriz, entre otros, como estrenar en Alemania una versión de Judith de Friedrich Hebbel, a las órdenes de Erwin Piscator en 1966; estelarizar Oreste de Eurípides, junto a Alfredo Alcón y con dirección de Carlos Gandolfo, para el Teatro San Martín en 1969; un protagónico en la obra de Tennessee Williams , Dulce pájaro de juventud, en dupla con Arturo Puig y dirección de Agustín Alezzo en 1976; una puesta de El jardín de los cerezos de Anton Chéjov, que montaría el director ruso Nikita Mijalkov a mediados de la década de 1980; y el estreno nacional de la versión teatral de la película de Ingmar Bergman, Sonata otoñal, a cargo del director español José Carlos Plaza, con la que Lincovsky no llegó a debutar en 2002, por una fuerte caída sufrida en el Teatro Argentino de La Plata, durante una presentación unipersonal.
En 2006, editó su libro de memorias Encuentros. Vida de una artista; y en 2007, fue nombrada Ciudadana ilustre de la Ciudad de Buenos Aires.
El actor Meme Vigo ―colega de su primera época en el Teatro IFT― fue el padre de su única hija, Paloma Wigodzky.
A lo largo y ancho del mundo, sus trabajos han merecido críticas ditirámbicas.

## Fallecimiento
Falleció el 31 de agosto de 2015 como consecuencia de un paro cardíaco. Sus restos descansan en el panteón de la Asociación Argentina de Actores en el Cementerio de la Chacarita.

## Actividad artística

### Cine
- 1961: Santa Juana de América, como Juana Azurduy
- 1965: Gente conmigo, como Magdalena
- 1968: Mannequin... alta tensión
- 1969: La Tomasa, como Tomasa
- 1971: Y que patatín...y que patatán
- 1974: Quebracho
- 1974: Boquitas pintadas, como Elsa
- 1974: La tregua, como la madre de Laura
- 1975: Una mujer
- 1977: Luto riguroso (España)
- 1979: La espera (cortometraje)
- 1984: El juguete rabioso
- 1985: El sol en botellitas
- 1986: Expreso a la emboscada
- 1986: Pobre mariposa, como Juana
- 1987: Punto final (cortometraje)
- 1988: Apartament zero, como la Sra. Treniev
- 1988: A dos aguas, como María
- 1988: La amiga, como Raquel
- 1991: Naked tango, como Mamá
- 1995: Caballos salvajes, como Natalia
- 1998: El inquietante caso de José Blum, como Rosa
- 2001: Un amor en Moisés Ville
- 2007: La metamorfosis
- 2013: El amigo alemán

### Televisión
- 1962: Los otros, Canal 13.
- 1964: Teleteatro del hogar (Siempre contigo; Después de un largo silencio; Hombre a buen precio; Cuatro testigos para una mujer).
- 1965: Teatro 13 (Las mariposas no cumplen años). Canal 13
- 1966: Gran Teatro Universal (El pato salvaje, de Henrik Ibsen).
- 1966: Todo Buenos Aires.
- 1966: En tu vida estoy yo. Canal 11.
- 1966: Romeo y Julieta, de William Shakespeare, Canal 13.
- 1967: El mundo del espectáculo (Divinas palabras, de Ramón del Valle-Inclán).
- 1967: Gran Teatro Universal (Un mes en la aldea, de Iván Turguénev).
- 1967: Por la luz de tus ojos.
- 1968: Las solteronas.
- 1968: Gran Teleteatro Pond’s: Vivir enamorada.
- 1968: Historias en la noche (Todos somos culpables).
- 1969: El mundo del espectáculo (La muchachada del centro; Ana Karenina, de León Tolstói).
- 1969: Sainetes del tiempo guapo (Chacarita de Alberto Vacarezza).
- 1970: Gran Teatro Universal (Hedda Gabler, de Henrik Ibsen).
- 1970: Hospital privado.
- 1970: El monstruo no ha muerto, Canal 9.
- 1970-71: Las grandes novelas (Rojo y negro, Therese Raquin, El retrato de Dorian Gray, El extraño caso del Dr. Jekyll y Mr. Hyde, La dama de pique, La señora Ordóñez, Los novios, El amor brujo, Tiempos difíciles, La piedra lunar), Canal 7.
- 1971: Los grandes relatos (El encuentro, Calle de tango, Bar de marineros, Un perfecto día de playa).
- 1971-73: Los mejores (Teatro de Shakespeare; Recital Chéjov).
- 1971-72: Alta comedia (El gorro de cascabeles, de Luigi Pirandello; La gaviota, de Anton Chéjov), Canal 9 Libertad.
- 1971: Ciclosis (La ejecución).
- 1972: Ciclo de Teatro Argentino (Juana Azurduy, heroína y madre de Andrés Lizarraga).
- 1972: Platea 7 (repetición de Juana Azurduy, heroína y madre de Andrés Lizarraga).
- 1973: Primera figura (Sueño en un baño termal).
- 1974: El mundo del espectáculo (Gloria).
- 1978: El juglar y la reina, Televisión Española.
- 1984: Desafío a la vida. Canal 13.
- 1987: Ficciones (La despedida de Klein).
- 1989: El gran teatro (Filumena Marturano, de Eduardo de Filippo).
- 1999: La Argentina de Tato, Canal 13.

### Teatro
Durante su trayectoria en el Teatro IFT, Cipe Lincovsky realizó numerosos espectáculos de Kleinkunst, traducido como scketchs, desde muy temprana edad, que por su vastedad, difícil identificación y ubicación en el tiempo, no serán consignados en esta lista.
- 1943: Bar Kojba, de Shmuel Halkin. Teatro IFT.
- 1947: Cuando aquí había reyes, de Rodolfo González Pacheco. Teatro IFT.
- 1948: La novia quiere un príncipe, de David Licht. Teatro IFT.
- 1949: Llegaron a una ciudad, de J. B. Priestley. Teatro IFT.
- 1949: Al amanecer, de J. B. Priestley. Teatro IFT.
- 1949: Iegor Bulichev, de Máximo Gorki. Teatro IFT.
- 1950: Las hermanas, de I. L. Peretz. Teatro IFT.
- 1950: Profundas raíces, de James Gow y Arnaud D'Usseau. Teatro IFT.
- 1951: Todos eran mis hijos, de Arthur Miller. Teatro IFT.
- 1952: En la tormenta, de Sholem Aleijem. Teatro IFT.
- 1953: Madre Coraje y sus hijos, de Bertolt Brecht. Teatro IFT.
- 1953/4: Madre Tierra, de Alejandro Berruti. Teatro IFT.
- 1953: Cuando llega la primavera, de Luigi Antonelli. Teatro IFT.
- 1955: Las brujas de Salem, de Arthur Miller. Teatro IFT.
- 1956: Los gobernantes del rocío, de Jacques Roumain. Teatro IFT.
- 1956: Caperucita roja, cuento popular. Teatro IFT.
- 1956: Un día en la casa de descanso, de Valentín Katáyev. Teatro IFT.
- 1957: Historia de un flemón, un hombre y dos mujeres, de Osvaldo Dragún. Teatro IFT. Festival Artístico.
- 1957: Chagalliade, de Aaron Kurtz. Teatro IFT. Festival Artístico.
- 1957: Najes Fun Kinder, de I.L. Peretz. Teatro IFT. Festival Artístico.
- 1957: Casamiento a la fuerza, de Molière. Teatro IFT. Festival Artístico.
- 1957: Los de la mesa diez, de Osvaldo Dragún. Grupo Teatral Fray Mocho.
- 1957: Los disfrazados, de Carlos Mauricio Pacheco. Grupo Teatral Fray Mocho.
- 1957: El velorio del angelito, de Carlos R. De Paoli. Grupo Teatral Fray Mocho.
- 1958/9: Yo solo y ningún ángel, de Thomas Harlan. Estreno mundial en Alemania.
- 1959: Tevie y sus hijas, de Sholem Aleijem. Con dirección de Hedy Crilla. Teatro IFT.
- 1960: Las tres hermanas, de Anton Chejov. Teatro IFT.
- 1960: El oso, de Anton Chejov. Teatro IFT.
- 1960: El casamiento, de Anton Chéjov. Teatro IFT.
- 1963: Andorra, de Max Frisch.
- 1963: Petit hotel de Juan Carlos Ferrari.
- 1964: Divinas palabras, de Ramón María del Valle-Inclán. Junto a María Casares.
- 1965: Un hombre es un hombre, de Bertolt Brecht.
- 1965: Un mes en el campo, de Iván Turguénev.
- 1966: Los prójimos, de Carlos Gorostiza.
- 1966: Los hermanos Ashkenazi, de Luba Kadison y Joe Singer. Junto a Joseph Buloff.
- 1967: Delicado equilibrio, de Edward Albee.
- 1968: La novia de los forasteros, de Pedro E. Pico.
- 1968: ¿Cómo querés que te oiga con la canilla abierta?, de Robert Anderson.
- 1970: Setenta pecados siete, espectáculo compuesto por varias piezas breves de diversos autores.
- 1970/2: Yo quiero decir algo, unipersonal.
- 1972: La vuelta al hogar, de Harold Pinter.
- 1972/4: De donde soy lo que soy, unipersonal.
- 1973: Casa de muñecas, de Henrik Ibsen.
- 1974: ¿Quién le teme a Virginia Woolf?, de Edward Albee.
- 1975: Gracias, unipersonal.
- 1976: Nuevamente gracias, unipersonal.
- 1976/7:  Yo quiero decir algo, unipersonal (reposición).
- 1978: La sólo mata gente, de Sergio De Cecco. Estreno en Venezuela.
- 1978: Salomé, de Oscar Wilde. Junto a Lindsay Kemp.
- 1979: Isadora, de Cipe Lincovsky y José María Paolantonio. Dirigida por Lindsay Kemp.
- 1980: Filomena Marturano, de Eduardo De Filippo. Dirigida por Alejandra Boero.
- 1981: Teatro Abierto de varios autores argentinos.
- 1981: Sarah Bernhardt, de John Murrell.
- 1982/4: Siempre vuelvo, unipersonal.
- 1983: Petra regalada, de Antonio Gala.
- 1984: Cipe Lincovsky en libertad, unipersonal.
- 1985: Mame Loshn Idish, unipersonal.
- 1986: Hagamos memoria, unipersonal.
- 1988/9: Madre Coraje y sus hijos, de Bertolt Brecht. Con dirección de Robert Sturúa.
- 1990/2: Nijinsky, clown de Dios, de Maurice Béjart. Junto a Jorge Donn.
- 1992: Lo mejor de Cipe, unipersonal.
- 1992: Ulises y la ballena blanca, versión teatral de Moby Dick, de Herman Melville. Junto a Vittorio Gassman.
- 1994/5: El patio de atrás, de Carlos Gorostiza. Junto a Carlos Carella, Patricio Contreras y Leonor Manso.
- 1996: Los otros papeles, de Carlos Gorostiza.
- 1997: Compañía de Eduardo Rovner.
- 1997/8: Teatro Nuestro de varios autores argentinos.
- 1998: Cipe dice a Brecht, unipersonal.
- 1999: Dos hermanas (versión de Hay que deshacer la casa de Sebastián Junyent). Junto a Orna Porat.
- 1999: Travesía, de José Tcherkaski.
- 1999/2001: Che, Quijote y bandoneón, de Maurice Béjart.
- 2001: Kabaret, unipersonal.
- 2001: Monólogos de la vagina de Eve Ensler. Junto a Mirta Busnelli y Paola Krum.
- 2006: Cipe dice Brecht, unipersonal (reposición).
- 2010: Lo mejor de Cipe, unipersonal (reposición).

## Discografía
- 1961: "Cipe: yidiches folks lieder".
- 1971: "Yo quiero decir algo...", Music Hall.
- 1973: "De donde soy lo que soy", Trova.
- 1983: "Siempre vuelvo", CBS.
- 1997: "Travesía: la guitarra, testigo de cinco siglos".

## Libro
- 2006: "Encuentros: vida de una artista". Buenos Aires: Norma, 2006.

## Premios y distinciones
Festival Internacional de Cine de San Sebastián
| Año  | Categoría                         | Película | Resultado |
| ---- | --------------------------------- | -------- | --------- |
| 1988 | Concha de Plata a la mejor Actriz | La amiga | Ganadora  |